# Malax församling

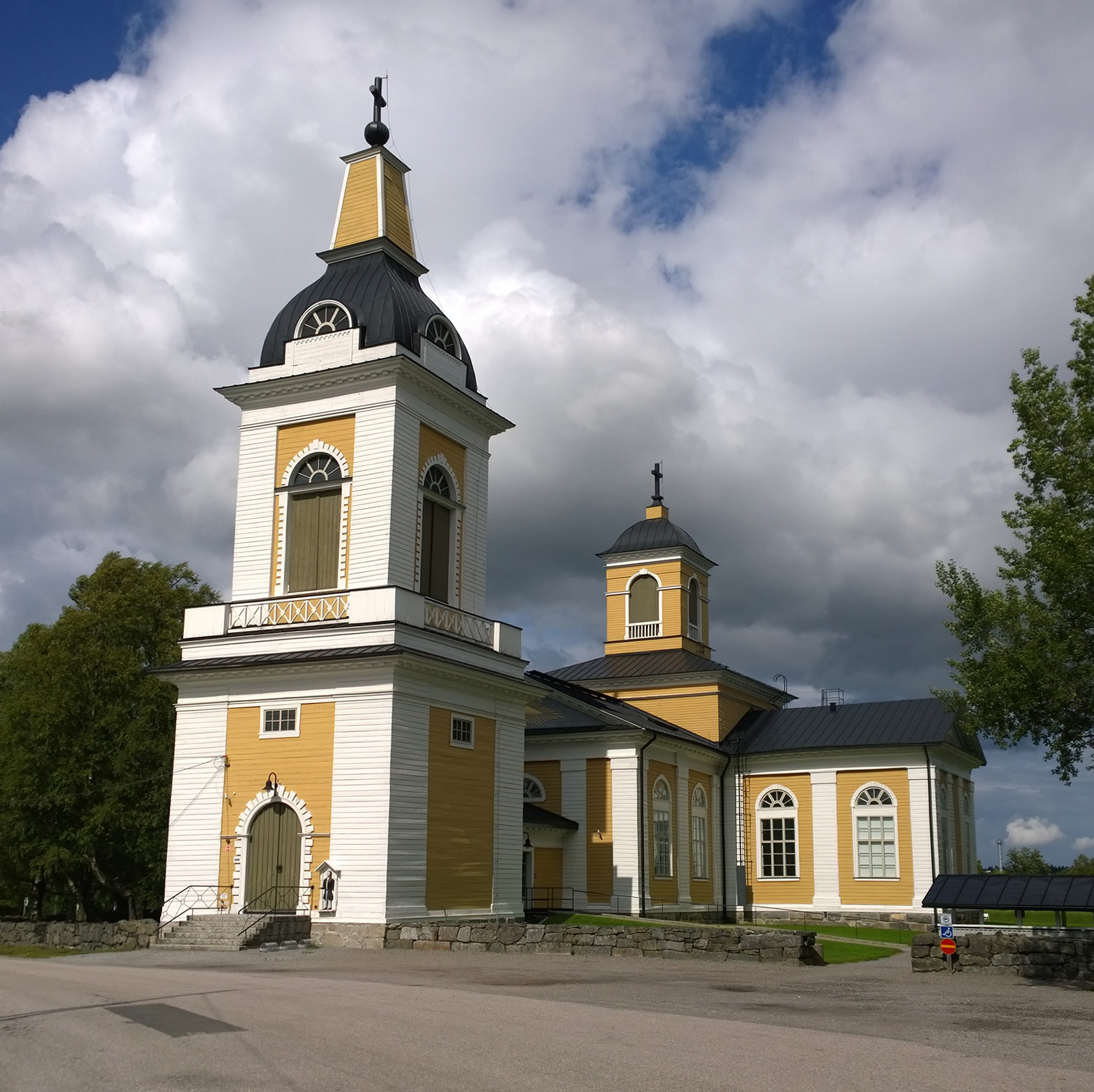
Malax kyrka

Malax församling är en församling i Korsholms prosteri inom Borgå stift i Evangelisk-lutherska kyrkan i Finland. Till församlingen hör 3 301 kyrkomedlemmar (08/2018) bosatta inom det område som utgjorde Malax före kommunsammanslagningen 1973 med Bergö och Petalax. 
Kyrkoherde i församlingen är Tomi Tornberg.

## Historia
Malax hörde tidigare till Korsholms moderförsamling, men avskildes till en självständig församling 1607. 
De två tidigare kyrkorna fanns på andra sidan av ån. Den nuvarande Malax kyrka (1828) är ritad av Charles Bassi. Klockstapeln är ritad av Carl Ludvig Engel och uppfördes 1832.